# Ed Lover
Ed Lover, pseudonimo di James Roberts (Hollis, 12 febbraio 1963), è un rapper, attore, musicista e presentatore radiofonico statunitense, noto per essere stato VJ di MTV e per condurre The Ed Lover Show sulla stazione BackSpin di Sirius XM Holdings.

## Biografia

### Primi anni
Nato a Hollis, quartiere del Queens, borough di New York, prima di raggiungere il successo Ed Lover ha fatto parte di un eccentrico e deliberatamente enigmatico gruppo hip hop chiamato No Face che esordisce nel 1989 per Island Records con Hump Music, parodia a sfondo sessuale di I'll House You dei Jungle Brothers. L'anno successivo il gruppo pubblica il suo primo ed unico album, Wake Your Daughter Up, sotto l'etichetta Def Jam Recordings.
Nonostante la sua presenza fosse ben riconoscibile ed addirittura comparisse nel video musicale di una canzone del gruppo, Half, Ed Lover non è mai stato accreditato per tutta la durata dei 3 anni di collaborazione col gruppo, che lascia nel 1991.

### Presentatore
Assunto in seguito come co-conduttore di Yo! MTV Raps assieme a Doctor Dre, diviene noto per la sua frase tormentone "C'mon, Son!", e per il suo tipico ballo, la Ed Lover Dance, che negli anni novanta diviene tanto popolare da venire eseguita da The 45 King in The 900 Number.
In seguito alla chiusura dello show, Ed e Dre conducono, assieme a Lisa Glasberg, il programma radiofonico Morning Show with Ed, Lisa, and Dré sulla stazione radio newyorkese Hot 97, trasmesso dal 1993 al 1998; inoltre compaiono nel ruolo di due barbieri di Harlem divenuti agenti del NYPD nel film di Ted Demme Who's the Man? e, nel 1994 pubblicano un album insieme: Back Up Off Me!.
Prosegue la carriera di presentatore radiofonico in solitaria conducendo, dal 2000 al 2001, lo show HBO KO Nation e nel 2002 compare nel programma VH1 100 Greatest One-Hit Wonders. Il costante uso di linguaggio scurrile lo porta inoltre a venire ripreso da Oprah Winfrey. Nel 2009 diviene produttore ed interprete principale di una sua personale webserie su You Tube: C'mon, Son!.
Nel 2011 ottiene il suo show personale, Friday Night Flava, per l'emittente WRKS mentre il 21 giugno 2014 entra a far parte di BackSpin come conduttore de The Ed Lover Show.

## Discografia
Album in studio
- 1994 – Back Up Off Me! (con Doctor Dre)

## Filmografia

### Cinema
- The Day It Came to Earth, regia di Harry Thomason (1979)
- Juice, regia di Ernest R. Dickerson (1992)
- Who's the Man?, regia di Ted Demme (1993)
- New York Miami - La strada del rap (Ride), regia di Millicent Shelton (1998)
- Undisputed, regia di Walter Hill (2002)
- The Hustle , regia di Drew Frasier e Jerry LaMothe (2003)
- The Bahama Hustle, regia di D.C. Cole (2004)

### Televisione
- Seriously... Phil Collins - film TV, regia di James Yukich (1990)
- I Robinson (The Cosby Show) - serie TV, epsidoio 8x15 (1992)
- Move the Crowd - film TV, regia di Mark E. Corry, Mark McClafferty e Clint Smith (1992)
- Casa Hughley (The Hughleys) - serie TV, 2 episodi (1998-1999)
- Battle Dome - serie TV, 30 episodi (1999-2001)
- Double Platinum - film TV, regia di Robert Allan Ackerman (1999)
- The Jamie Foxx Show - serie TV, episodio 5x08 (2000)
- La vita secondo Jim (According To Jim) - serie TV, 3 episodi (2001-2002)
- Rock Me, Baby - serie TV, episodio 1x07 (2003)
- Psych - serie TV, 2 episodi (2011-2014)

### Webserie
- C'mon, Son! - webserie, 84 episodi (2009-presente)

## Doppiatori italiani
Nelle versioni in italiano delle opere in cui ha recitato, Ed Lover è stato doppiato da:
- Massimo Rossi in Undisputed
- Roberto Fidecaro in Psych (ep. 8x03)